# Rakovec (zámek)
Zámek Rakovec byl malý lovecký zámeček v blízkosti městečka Jedovnice v okrese Blansko, vybudovaný někdy kolem druhé poloviny 19. století v lese nad Rakoveckým údolím poblíž jedovnického rybníka Olšovec. Stavitelé byli Salmové, majitelé zdejšího panství.

## Stavba
Jednalo se o dvoupodlažní cihlovou budovu se sklepením. Původně jednopodlažní stavba byla později zvýšena o patro. Půdorysný rozměr stavby byl 19x9 metrů, výška 12 metrů. Vřetenové schodiště, které se nacházelo v levé části budovy bylo vytvořeno ze dřeva a vedlo až do půdních prostor. Veranda vedla podél celého jižního obvodu budovy, vystupovalo se na ni po dvou kamenných schodištích po levé i pravé straně.
V roce 1930 převzal zámeček od Salmů stát. Téhož roku byly zdejší lesy propůjčeny Vysoké škole zemědělské v Brně (dnešní Mendelova univerzita). Roku 1966 byl zámek prodán za 20 159 Kčs Krajskému výboru Československého svazu mládeže, který zde zřídil školící středisko.
V roce 1968, kdy se svaz rozpadl zámek přešel pod Krajský výbor Socialistického svazu mládeže. O dva roky později prošla budova opravou. Někdy v tomto období byla v blízkosti postavena rekreační chata. V roce 1977 objekt za 158 tisíc Kčs koupil Školní lesní podnik Křtiny. Kolem roku 1990 prošla budova základními opravami. Vyměněn byl krov a střešní krytina, okapy a svody.
V roce 1997 zde bylo natočeno několik scén z epizody Vykání psovi ze seriálu Detektiv Martin Tomsa. Zámeček v posledním desetiletí zarůstal lesním porostem a chátral, vedla k němu jen jedna nenápadná lesní cesta z Jedovnic. V roce 2010 se však začalo s demolicí budovy, 6. dubna 2011 bylo bourání zámku dokončeno. Společně se zámkem byla zbourána i přilehlá chata.